# كاتو هايدكي
كاتو هايدكي (باليابانية: 加藤英樹) هو ملحن ياباني، ولد في 1962 في ناغويا في اليابان.

## وصلات خارجية
- كاتو هايدكي على موقع ميوزك برينز (الإنجليزية)
- كاتو هايدكي على موقع أول ميوزيك (الإنجليزية)
- كاتو هايدكي على موقع ديسكوغز (الإنجليزية)